# Can Vilaplana
Can Vilaplana és una obra del municipi d'Arenys de Mar inclosa en l'Inventari del Patrimoni Arquitectònic de Catalunya.

## Descripció
Es tracta d'una casa isolada, encara que està enmig d'edificacions. Té una teulada a dues vessants, consta de planta baixa i un sol pis. A la planta baixa hi ha el portal d'entrada, d'arc de mig punt dovellat, característic de l'època, i dues finestres a cada costat de la porta, emmarcades amb pedra i de llinda recta. Al pis hi ha una finestra d'estil gòtic sobre la porta d'entrada, amb figures esculpides. Les altres dues finestres són més petites i estan col·locades a cada costat.

## Història
Aquesta casa és típica de les masies que es construïren al Maresme, actualment està en bon estat de conservació perquè va ser restaurada, però l'entorn s'ha malmès perquè està envoltada per edificacions modernes, construïdes als anys seixanta del segle xx, formant el barri de Santa Maria.